# Jaromír Skřivánek
Jaromír Skřivánek (10. října 1923 Praha – 4. května 2010 Praha) byl český malíř, grafik, ilustrátor, spisovatel, básník, překladatel a cestovatel.

## Život
Narodil se a celý život prožil v Čakovicích. V letech 1939–42 studoval na uměleckoprůmyslové škole grafické, později na grafické škole v Praze, v roce 1982 byl na studijním pobytu v Anglii na West Surrey College of Art. Hodně cestoval nejen po Evropě, ale hlavně po Indii a Srí Lance, které byly hlavním předmětem jeho zájmu (soukromě studoval kromě jiných jazyků také hindštinu v Orientálním ústavu ČSAV u prof. V. Pořízky). Celý život studoval indickou kulturu, zejména filozofii a náboženství, především buddhismus. Indii je také věnována většina jeho obrazů, kreseb, knih, překladů i úvah. Úspěšně tak navázal na přední české malíře tvořící v Indii, Otakara Nejedlého a Jaromíra Hněvkovského. J. Skřivánek byl členem výtvarného spolku Marold (od 1951), spoluzakladatelem Skupiny Máj 57 (1957), členem Svazu československých výtvarných umělců (od 1959), Sdružení pražských malířů (od 1990) a Asociace volných grafiků (od 1990). Měl 45 samostatných výstav v České republice i v zahraničí, především v Indii, účastnil se také řady kolektivních výstav (např. se Skupinou Máj 57 a Sdružením pražských malířů). Jeho obrazy jsou kromě českých galerií (včetně Národní galerie) i ve Velké Británii, USA a Indii.

## Dílo

### Obrazy[4]
- Ležící akt dívky s pohledem na přístav lodí (1956)
- Tajemství hmoty (1962)
- Džinistický chrám v Ránakpúru (1968)
- Šiva Trimurtí (1976)
- Buddha Majtréja (1976)
- Údolí Kulu v Himálaji (1984)
- Zádušní chrám faraona Sétiho (1987)
- Přístav v Bombaji (1988)
- Interiér džinistického chrámu (1997)
- Sfinga v Gíze (2005)
- Pálitána, chrám v oblacích (2005)

### Grafické listy[5]
- Pálitána (1994)
- Dům pro básníka (1995)
- Labyrint osudu (1996)

### Knihy[6]
- Za krásami Indie, l. vyd. Panorama, 1976, 2. vyd. Albatros, 1988
- Strom života, bibliofilské vydání poezie, Lyra pragensis, 1988
- Kouzelný hadí kámen, Knižní klub, 1998
- Londýn a řeka Temže, Onyx, 2000
- Život jako zázrak, Onyx, 2001
- Šlechtictví ducha, Onyx, 2003
- Ve stínu Buddhova stromu, Knižní klub, 2004
- Bludiště touhy, Onyx, 2005

### Ilustrace
- Nala a Damajanti, Lyra pragensis, 1977
- Bhagavadgíta, Lyra pragensis, 1989
- Mahabharata (Artia, vydání v angličtině, němčině a francouzštině), 1992
- Mahábhárata (české vydání) Albatros, 1988
- A. David-Neelová: Mipam, lama s paterou moudrostí, Odeon, 1990
- Nangsa Obum: Mystérium, Unitaria, 1993

### Nejvýznamnější překlady
- Pataňdžali: Aforismy o józe (včetně ilustrací), Unitaria, 1993
- P. Tarallo: Asie - Poklady Dálného východu, Slovart, 1998

### Citát
Tvůrčí umění je zrcadlením vášnivé lásky k životu. Je touhou po něčem, co nás přesahuje, co je mimo nás, ale co chceme pro sebe a pro druhé, pro svět, zpřítomnit. Vnitřní diktát nutící člověka, aby proměnil ve hmotu něco, co je nehmotné, co ho hřeje, povznáší i drtí. I bolest. Co nejsilněji hýbe člověkem.